# 詹姆斯·弗雷 (导演)
詹姆斯·弗雷（英語：James Foley，1953年12月28日—2025年5月6日）是美国一名导演。他最为知名的电影作品为根据美国剧作家大卫·马梅的舞台剧《大亨一族》所改编的同名电影，此外他还执导过《五十度灰》的两部续集电影《五十度黑》和《五十度飞》。